# Voja Mirić
Voja Mirić (eigentlich Vojislav Mirić; * 7. April 1933 in Trstenik; † 23. April 2019 in Belgrad) war ein serbischer Schauspieler.

## Leben
Mirić war erstmals in der Spielzeit 1955/1956 zu sehen, als er an der Jugoslawischen Schauspieltheater in Belgrad auftrat. Von 1957 bis 1961 gehörte er dem Ensemble des Serbischen Nationaltheaters Novi Sad an und genoss daran anschließend den Status eines unabhängigen Künstlers. Seither war er fast ausschließlich im Fernsehen und auf der Leinwand zu sehen.
Mirić gab in Veliki poduhavt 1960 sein Debüt für das Fernsehen Jugoslawiens. In seiner dreißig Jahre und rund siebzig Rollen in Film und Fernsehen umspannenden Karriere finden sich herausragende Leistungen wie die im 1964 produzierten Sluzbeni polozaj, für den er mit dem Preis der Silbernen Arena beim Filmfestival von Pula ausgezeichnet wurde, zwei Karl-May-Verfilmungen und seine wohl prominenteste Rolle als bosnischer Derwisch Ahmed Nuruddin in Zdravko Velimirovićs Der Derwisch und der Tod zehn Jahre später. Nachdem Mirić 1980 das Belgrader Theater „Terazijama“ leitend übernommen hatte und er fünf Jahre später als Direktor der „Inex Film“ begann, bildete 1994 der Kurzfilm Amnezija den Endpunkt seiner Filmografie, für den er nach acht Jahren nochmals vor der Kamera arbeitete.

## Filmografie (Auswahl)
- 1960: Veliki poduhvat (Fernsehfilm)
- 1962: Studentenliebe (Cudna devojka)
- 1964: Unter Geiern
- 1965: Old Surehand 1. Teil
- 1965: Drei (Tri)
- 1967: Dr. Homers Bruder (Brat doktora Homera)
- 1967: Schritte im Nebel (Koraci kroz magle)
- 1974: Der Derwisch und der Tod (Derviš i smrt)
- 1974: Die Schlinge (Sb zvatara krug)
- 1976: Im Schlafwagen (Vagon lit)
- 1976: Sturmtrupp in die Hölle (Vrhovi zelengore)
- 1978: Durchbruch im Morgengrauen (Dvoboj za juzno prugu)
- 1982: Unterwegs zur Sonne (Djecak je isao za suncem)
- 1994: Amnezija (Kurzfilm)